# حمام الشموط (عمان)
حمام الشموط منطقة سكنية تقع في لواء الجيزة، محافظة العاصمة في الأردن. تنتمي المنطقة لقضاء الجيزة الذي يضم 9 مناطق. يقدر عدد سكانها بـ 2527 نسمة حسب إحصاء 2015.

## الوصلات الخارجية
- دائرة الاحصاءات العامة